# Canelură
Tehnică folosită în cadrul ornamentației ceramicii. Prin canelură se înțelege o ușoară presare și lustruire în pasta încă moale a vasului, un gen de reliefuri ce alternează cu adâncituri dispuse în diverse motive ornamentale. Pentru realizarea acestora se folosește o spatulă de lemn sau os.